# Koz
Pour le blogueur, voir Koztoujours.
Koz  était un opérateur de télécommunications ivoirien, filiale de la multinationale libanaise Comium. Lancé le 31 mai 2007 lors d'une cérémonie au Golf Hôtel d'Abidjan, Koz était le quatrième opérateur mobile ivoirien à être créé. L'acquisition de la licence d'exploitation a nécessité un investissement de plus de quarante milliards de francs CFA. Koz détenait 10 % de parts de marché pour la téléphonie mobile en 2012. Depuis 2016 le réseau de cet opérateur est hors service – il a perdu sa licence.